# Route nationale 10 (Afrique du Sud)
Pour les articles homonymes, voir N10 et Route nationale 10.
La N10 est une des Routes nationales d'Afrique du Sud. La N10 commence à Port Elizabeth au Cap-Oriental, et se termine à Nakop, au Cap-du-Nord, à la frontière avec la Namibie, en passant par De Aar et Upington.

## Parcours
La N10 commence à Nakop à la frontière avec la Namibie. La route est connue en Namibie sous le code B3. Elle se dirige vers l'est et Upington au Cap-du-Nord, où elle traverse la rivière Orange, et puis vers le sud-est par Prieska et De Aar. À Middelburg, elle pénètre au Cap-Oriental, et poursuit vers le sud via Cradock pour se terminer à la N2 entre Port Elizabeth et Grahamstown.